# Cirneco
Cet article court présente un sujet plus développé dans plusieurs articles dérivés.

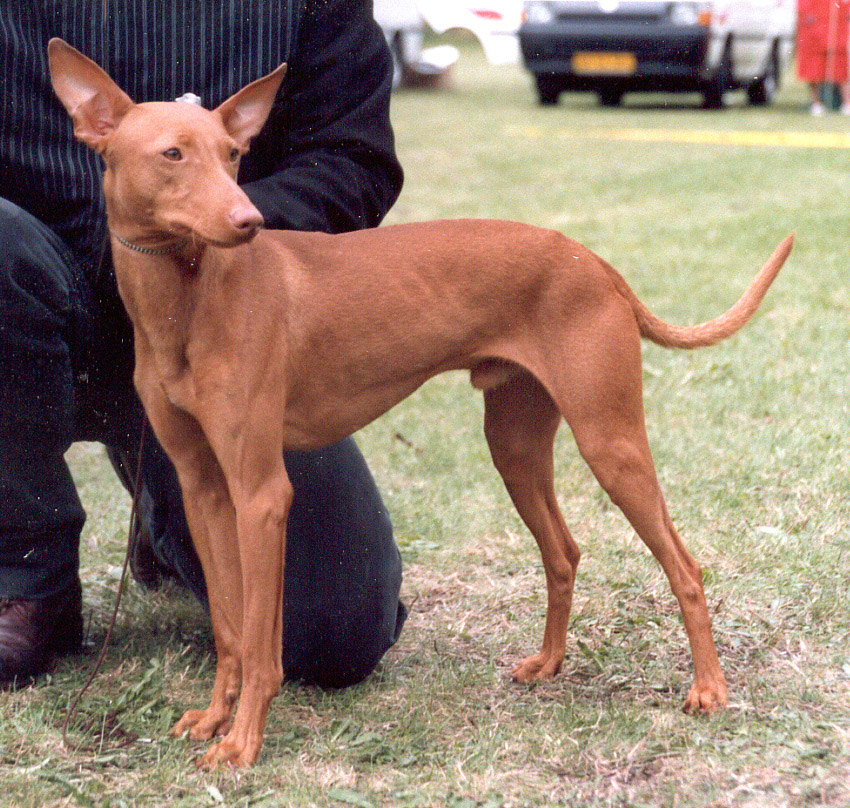
Un Cirneco de l'Etna lors d'une Exposition canine.

Le terme « cirneco » peut faire référence à plusieurs races de chiens de type graïoïde originaire d'Italie :
- le Cirneco de Bagheria (it), originaire de Sicile occidentale (it) et aujourd'hui éteint ;
- le Cirneco de l'Etna, originaire de Sicile ;
- le Circeno de Lampedusa (it), originaire des îles Pélages et possiblement éteint ;
- le Cirneco sardo, originaire de Sardaigne et aujourd'hui éteint.

Seul le second est reconnu par la Fédération cynologique internationale (FCI) et l'Ente nazionale cinofilia italiana (it) (ENCI),. Dans la nomenclature FCI, le Cirneco de l'Etna est classé dans le groupe 5, à savoir les « chiens de type Spitz et de type primitif », où il serait apparenté aux chiens de garenne (appelés aussi « podenco »).